# 科多拉 (加利福尼亞州)
科多拉（英語：Codora）是位於美國加利福尼亞州格伦縣的一個非建制地區。該地的面積和人口皆未知。

## 地理
科多拉的座標為39°27′32″N 122°01′20″W / 39.45889°N 122.02222°W，而該地的平均海拔高度為27米（即89英尺）。